# Pio dal vivo
Pio da vivo è un album del cantante Pio pubblicato nel 1993 dall'etichetta Clan Celentano e prodotto da Adriano Celentano.

## Tracce
1. Pregherò (Don Backy, Gianco, Mariano)
2. Il ragazzo della via Gluck (Celentano, Beretta, Del Prete)
3. Si è spento il sole (Celentano, Beretta, Del Prete, Leoni)
4. Storia d'amore (Celentano, Beretta, Del Prete)
5. What a wonderful world (Weiss, Douglas)
6. My way (François, Revaux, Anka)
7. Viola (De Luca, Beretta, Del Prete)
8. Dolce rompi (Albini, Bigazzi)
9. È inutile davvero (Mogol, Del Prete, Santercole)
10. Azzurro (Conte, Pallavicini)
11. Grazie, prego, scusi... (Massara, Calabrese)
12. Sotto le lenzuola (Celentano, Beretta, Del Prete)
13. Occhi bianchi e neri (Testa, Del Prete, Sciorilli)
14. Nevicava a Roma (Negri, Verdecchia, Beretta, Del Prete)